# ووبیانکی
ووبیانکی (به لاتین: Łubianki) یک روستا در لهستان است که در گمینا سوکوووف پودلاسکی واقع شده‌است.